# Grafschaft Hauenstein
Grafschaft Hauenstein ist die Bezeichnung für eine politisch-geografische Verwaltungseinheit im Südschwarzwald, zur Zeit der Herrschaft des Hauses Habsburg über Vorderösterreich. Eine Besonderheit der Grafschaft ist die frühe Entwicklung einer weitgehenden demokratischen Selbstverwaltung, der sog. Einung mit dem Redmann, innerhalb der Staatshoheit der Habsburger. Diese Selbstbestimmungen wurden im Verlauf der Jahrhunderte immer stärker eingeschränkt und führten letztlich zu den bekannten Salpetererunruhen.

## Begriff –Grafschaft Hauenstein
Die Bezeichnung Grafschaft Hauenstein ist im Lauf der Geschichte gewachsen und war nie eine eigentliche Grafschaft. Als Ursache gilt die Vergabe durch Herzog Leopold an seinen Verwandten, aus Ansprüchen dessen Vaters als Landvogt, dem letzten Graf von Habsburg-Laufenburg, Graf Hans, dem er die Feste Hauenstein mit dem Schwarzwald und ihr Zugehörung auf Lebenszeit verpfändete. Pfandnachfolger wurde dann Eberhard im Turm, danach die Herren von Rumlang. Im 15. Jahrhundert waren die Markgrafen von Hachberg-Sausenberg Pfandinhaber. Die Grafschaft wurde nachfolgend bis in die Neuzeit jeweils durch einen Waldvogt verwaltet.
Die Bezeichnung Grafschaft Hauenstein und wird erstmals um 1562 in einem Memorandum der Einungsmeister verwendet. Am Übergang vom 13. zum 14. Jahrhundert wird im Habsburger Urbar das Verwaltungsgebiet officium uffem Walde vnd ze Waltzhuot genannt. Die Bewohner der Region wurden im 14. Jahrhundert als lüte uff dem swartzwald geführt.
1385METZ, andere 1383 kommt in den Urkunden die Bezeichnung Vogtei (zu) Hauenstein, nach dem damaligen Verwaltungssitz der Habsburger auf der Burg Hauenstein, für das Verwaltungsgebiet zur Anwendung. Bevor schließlich die endgültige Bezeichnung Fuß fasst, taucht Anfang des 16. Jahrhunderts für ein knappes halbes Jahrhundert die Bezeichnung Herrschaft Hauenstein noch auf. Nach dem Brand von 1526 und damit der Zerstörung der Burg Hauenstein wurde das Waldvogteiamt der Sitz des Waldvogts.

## Geografische Lage und Gliederung

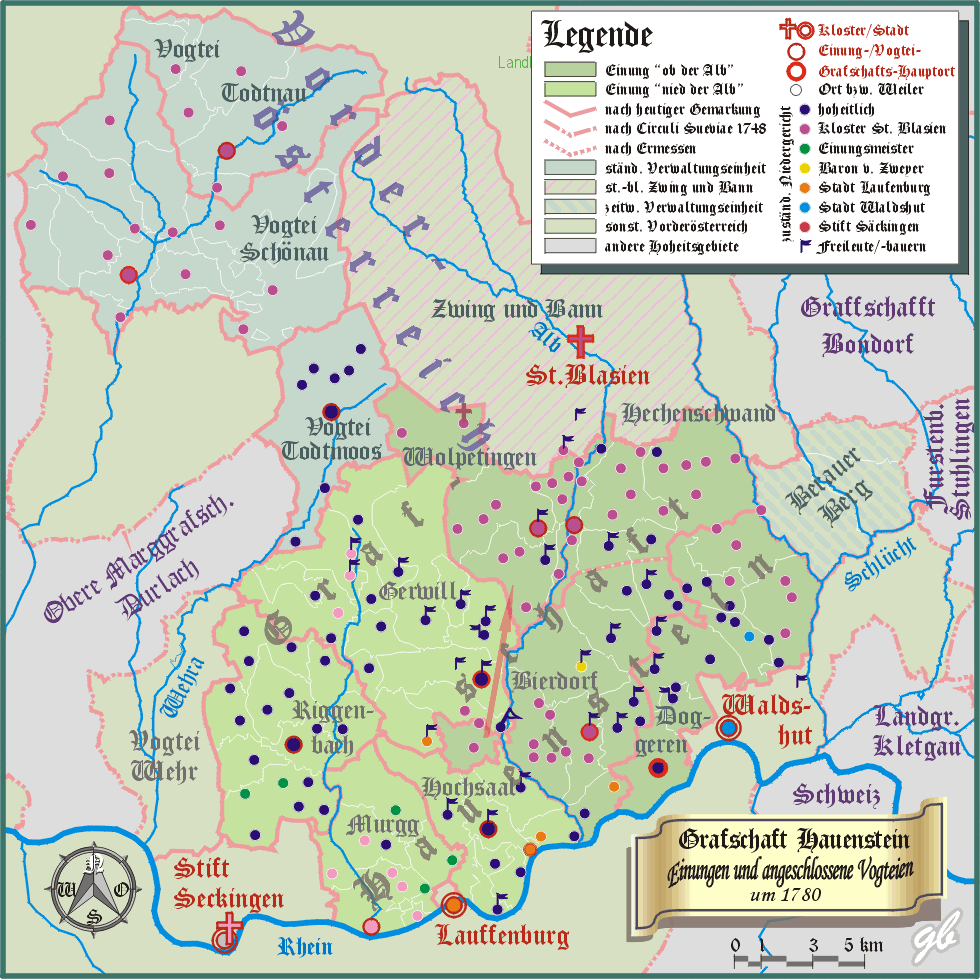
Karte der 8 Einungen der Grafschaft Hauenstein mit angegliederten Vogteien nach einer Tabelle von 1783

Die Grafschaft Hauenstein bezeichnet ein einstiges habsburgisches Hoheitsgebiet im Südschwarzwald und wird oft mit dem erst nach dem Ende der Grafschaft entstandenen Regionsbegriff Hotzenwald gleichgesetzt.
Das Gebiet der Grafschaft selbst erstreckte sich vom Hochrhein im Süden bis auf die Höhen des Südschwarzwaldes südlich von St. Blasien und um Höchenschwand im Norden. Im Westen verlief die Grenze an den Hängen und im Tal der Wehra. Im Osten bildeten die Schlücht und die Schwarza im Wesentlichen die Grenze zur Grafschaft Klettgau.
Die im Nordwesten dieses Gebietes gelegenen Vogteien Todtmoos (am Oberlauf der Wehra), Schönau und Todtnau (am Oberlauf der Wiese) wurden in Verwaltungseinheit mit der Grafschaft Hauenstein mitverwaltet. Für kurze Zeit war auch der Berauer Berg im Nordosten verwaltungstechnisch an die Grafschaft angegliedert.
Die selbstverwaltete Verwaltungseinheit der Grafschaft Hauenstein setzte sich auch 8 Gebieten zusammen, die sogenannten Einungen (siehe Detail-Karte). Je vier dieser Einungen bildeten wiederum eine, für einige interne Verwaltungsdetails maßgebende, Einheit.
- Die eine Einheit von vier Einungen waren die ob der Alb, die östlich der Alb liegenden Einungen Höchenschwander Berg, Birndorf und Dogern, denen aus Paritätsgründen auch die Einung Wolpadingen westlich der Alb zugeordnet wurde.
- Die zweite Einheit von vier Einungen waren die nied der Alb, die (restlichen) westlich der Alb liegenden Einungen Görwihl, Rickenbach, Murg und Hochsal.

Ein topografisches Merkmal der Grafschaft Hauenstein und der damals mitverwalteten Vogteien ist die überwiegende Hochlage der Gebiete, die in Nord-Süd-Richtung durch tiefe und damals schwer zugängliche Schluchten durchzogen sind.
| | Orte   | Ortshöhe in m ü. NN | Ortshöhe in m ü. NN | Ortshöhe in m ü. NN | Fläche |
| Einung | Anzahl | tiefste             | Ø                   | höchste             | in km² |
| Görwihl | 18     | 480                 | 815                 | 957                 | 71     |
| Rickenbach | 18     | 686                 | 797                 | 948                 | 43     |
| Murg | 10     | 313                 | 439                 | 591                 | 27     |
| Hochsal | 9      | 308                 | 378                 | 501                 | 26     |
| Wolpadingen | 19     | 550                 | 793                 | 946                 | 38     |
| Höchenschwand | 17     | 627                 | 838                 | 962                 | 32     |
| Birndorf | 19     | 326                 | 275                 | 753                 | 47     |
| Dogern | 21     | 320                 | 575                 | 749                 | 45     |
| Gesamtgrafschaft | 131    |                     | 676                 |                     | 329    |
| Vogtei |        |                     |                     |                     |        |
| Todtmoos | 8      | 692                 | 867                 | 1064                | 29     |
| Schönau | 13     | 526                 | 737                 | 1103                | 90     |
| Todtnau | 6      | 616                 | 795                 | 980                 | 45     |
| angegl. Vogteien insges. | 27     |                     | 789                 |                     | 164    |
| (Orte gemäß: 'Verzeichnis der Grafschaft Hauensteinischen Einungen, deren dazugehörigen Ortschaften, auch deren drey Vogteyen, Schönau, Todtnau, und Todmoos.' aus dem Jahre 1783 auf der Grundlage des Originaldokumentes [GLA 113 Nr. 31]. Flächen wurden im Wesentlichen nach heutigen Gemarkungsgrenzen ermittelt.) |        |                     |                     |                     |        |

Tab. 1: Anzahl und topographische Höhenlage der Einungs- und Vogteiorte sowie ungefähre Flächen der Einungen und Vogteien.

## Entstehung
Die Bildung der Grafschaft Hauenstein steht in engem Zusammenhang mit der Urbarmachung und Besiedelung der mittleren (ca. 500–800 m ü. NN) und höheren (über 800 m ü. NN) Lagen des Südschwarzwaldes. Ob der im 8. Jahrhundert belegte Begriff Albgau überhaupt diese Gebiete des Südschwarzwaldes umfasste ist nicht sicher. Zu dieser Zeit war der Wald ein Urwald ohne bekannte Siedlungen oder Wege. Lediglich die Niederungen und mittleren Lagen des Hochrheins waren seit langem besiedelt.
Es bleibt zu untersuchen, ob die demokratische Selbstverwaltung der Grafschaft Hauenstein, die genau genommen nie eine Grafschaft war, wie allgemein angenommen erst im Spätmittelalter entstand oder ob es sich dabei nicht etwa um ein Überbleibsel der uralamannischen, genossenschaftsähnlichen, Selbstverwaltungseinheit einer Huntare handelt. Auch Julius Cramer teilt die
Ansicht, dass es sich bei der Grafschaft Hauenstein und der Landgrafschaft Stühlingen wohl um die alten Huntaren des Gaues handelt. Weiter führt er an: „Wenn der Klettgau und Albgau keine Huntaren waren, so ist es glaubhaft, dass sie je aus mehreren Huntaren bestehende Teilgaugrafschaften waren“. Die Grenze der beiden Huntaren, die ab dem 11. Jahrhundert als „Oberer-“ und „Unterer-Albgau“ geteilt erscheinen, bildete die Schwarzach-Schlucht.
Um die Jahrtausendwende begannen die ersten Vorstöße zur Besiedlung der mittleren und höheren Lagen des Südschwarzwaldes. Belegt ist die federführende Beteiligung von Klöstern und weltlichen Herren.

### Landnahme durch Klöster
Vom Hochrhein aus erweiterte das Friedolinsstift Säckingen seine Besitzungen ab dem 9. Jahrhundert durch Ansiedlung von Lehenhöfen und Gründung einzelner Siedlungen in den mittleren Lagen von Dossenbach, westlich der Wehra, bis nach Birkingen, östlich der Alb. Später erweiterte das Kloster seine Rodungstätigkeit nach Norden bis Göhrwihl und auf die Gebiete um Herrischried.
Tief im Südschwarzwald bildet im 9. Jahrhundert die Gründung der Cella alba, das spätere Kloster St. Blasien, eine Keimzelle für die Rodung der Wälder. Von hier aus werden zunächst das Obere Albtal zwischen St. Blasien und Menzenschwand urbar gemacht, danach die Gegend um Höchenschwand.
Das Kloster St. Gallen erhält noch vor der Jahrtausendwende Besitzungen am Unterlauf der Schlücht, insbesondere am Weilheimer Berg, und baut diese aus.
Kleinere Klöster, wie das in Detzeln/Riedern a. Wald (Herren von Krenkingen) und in Neuenzell (Herren von Tiefenstein), werden von weltlicher Siedlungsaktivitäten nach sich gezogen.

### Landnahme weltlicher Herren
Um die Jahrtausendwende beteiligte sich auch der niedere, lokale Adel an der Besiedlung des Waldes.
Die Herren v. Wehr bauten im unteren Wehratal und am Osthang der Wehra bis hinauf auf den Hornberg ihr Gebiet aus und übten bis 1125 die Vogteirechte über St. Blasien aus. Nach deren Aussterben fiel die Herrschaft Wehr wahrscheinlich an die Tegerfelder und von diesen an die Freiherren von Klingen.
Die Herren von Tegerfelden müssen auch umfangreiche Besitzungen im Gebiet um Birndorf gehabt haben, die durch Heirat von Ita, der Erbtochter des Walter von Tegerfelden, ebenfalls an die Freiherren von Klingen überging. Das Wappen von Birndorf zeigt hälftig das Wappen der Herren von Klingen.
Die Herren v. Tiefenstein wurden nach der Jahrtausendwende am Unterlauf der Alb ansässig und brachten Freibauern dazu in ihrem Gebiet, den Hochlagen links und rechts der Alb, Rodungen anzulegen.
Die Herren von Krenkingen betrieben im 12. Jahrhundert die Kultivierung von Gebieten am Unterlauf der Schlücht und der Steina.
Zwischen der Mettma und dem Oberlauf der Steina betrieben die Grafen von Nellenburg die Kultivierung und Besiedlung von Gebieten.

### Habsburger Gebietsgewinne
Das aufsteigende Haus Habsburg bringt nach der Jahrtausendwende die Gebiete im Südschwarzwald unter seinen Einfluss. Im späteren Gebiet der Grafschaft Hauenstein gewinnt Habsburg an Macht durch Ansammeln und Durchsetzen von Rechten:
- 1173 Reichsvogteirechte über das Damenstift Säckingen
- 1254 Reichsvogteirechte über das Kloster St. Blasien und den Südschwarzwald (Swarzwalt)
- 1263 Erbe derer v. Kyburg mit Gebieten im Südschwarzwald fällt an Habsburg
- 1265 Zerstörung des v. Tiefensteiner Klosters Neuenzell (Unteribach) und Neugründung in Habsburger Obhut
- 1272 Einnahme der Burg Wehr
- 1272 Zerstörung der Burg Tiefenstein
- 1273 das Amt Wehr fällt an Habsburg

Anfang des 14. Jahrhunderts bezeichnet die habsburgische Verwaltung erstmals die Gebiete als officium uffem Walde vnd ze Waltzhuot. Landvogt ist zu dieser Zeit Johannes II. von Waldburg.

## Politische Struktur

Strukturschema der demokratischen Selbstverwaltung der Grafschaft Hauenstein und der Beziehung zur Feudal- und Landeshoheit

Die politische Struktur der Grafschaft Hauenstein hatte zur Zeit der Habsburger Herrscher, abgesehen von Zeiten der Verpfändung, drei Teile. Den hoheitlichen Teil, der vom Haus Habsburg wahrgenommen wurde, den feudalherrschaftlichen Teil, der sich auf verschiedene Feudalherren aufteilte und den selbstverwalteten Teil, der von den Bewohnern der Grafschaft in einer frühen demokratischen Struktur gestaltet wurde.

### Hoheitliche Herrschaft
Die Grafschaft Hauenstein war über die ganze Zeit ihrer Existenz Teil des Hauses Habsburg. Nachdem die Habsburger ihr Machtzentrum nach Österreich verlagert hatten zählte die Grafschaft zu Vorderösterreich. Zur Verwaltung Vorderösterreichs waren zunächst in Ensisheim, nach dem Dreißigjährigen Krieg in Freiburg im Breisgau, eine Landesregierung und eine Kammer eingesetzt.
Unter der vorderösterreichischen Landesregierung hatte der Waldvogt die Verwaltung der Grafschaft Hauenstein inne. Dem Waldvogteiamt unterstanden auch die Vogteien Todtmoos, Schönau und Todtnau. Von 1527 bis 1789 war der Waldvogt auch gleichzeitig Stadtoberhaupt der vorderösterreichischen Waldstadt Waldshut.
Stellvertreter des Waldvogtes waren in den Einungen nid der Alb je ein Vogt, in den Einungen ob der Alb für Birndorf und Dogern sowie Wolpadingen und Höchenschwander Berg je ein Vogt.

Die Vögte wurden aus jeweils zwei von den Einungsmeistern vorgeschlagenen Personen und dem amtierenden Vogt vom Waldvogt bestimmt.
Hoheitliche Rechte und Pflichten der Habsburger
| hoheitliche Rechte                                                                         |  | hoheitliche Pflichten                                                                  |
| - Steuerhoheit - Bußgelder und Strafdienste - Verpfänderecht - Anspruch auf Militärdienste |  | - Schutz der Bewohner - hochgerichtliche Rechtsprechung - Garantie der Freiheitsrechte |

### Feudalherrschaft
Die Feudalherrschaft begründete sich auf einer Ansammlung überlieferter Rechte, die sich in der Grafschaft Hauenstein das Kloster St. Blasien, das Stift Säckingen und das Geschlecht der Barone Zweyer von Evenbach teilten.
Die Feudalherren hatten unter anderem Anspruch auf Frondienste und Abgaben meist in Form von Naturalien. Sie übten die Niedergerichtsbarkeit aus. Teilweise wurden Abgaben, wie das beste Kleidungsstück im Leibfall (Todesfall eines Familienoberhauptes), an Bedürftige gegeben.

### Hauensteinische Selbstverwaltung
Ziemlich einzigartig waren die frühen demokratischen Strukturen der Hauensteinischen Selbstverwaltung, die auch als Einungswesen bezeichnet wird. Im Rahmen der hoheitlichen Vorgaben wurden die Aufteilung und das Eintreiben von Steuern eigenverantwortlich durchgeführt. Des Weiteren wurden die militärischen Dienste und Lasten die meiste Zeit eigenverantwortlich geregelt. Die Einungsmeister hatten in einigen Orten die niedere Gerichtsbarkeit eigenständig inne und saßen bei anderen Gerichten dem Verfahren bei. Die Einungen waren mit zwei Einungsmeistern bei den wöchentlichen Amtstagen im Waldvogteiamt präsent und hatten ein Vorschlagsrecht bei der Benennung der Vögte.
Die Verwaltung der Grafschaft Hauenstein hatte im Wesentlichen folgende Organe:
- Der Redmann, ein Einungsmeister, als Sprecher der gesamten Grafschaft Hauenstein.
- Die 8 Einungsmeister bzw. Achtmannen als Sprecher der jeweiligen Einung.
- Die Dorfmeier, die in größeren Dörfern das Dorf vertraten.

Die wesentlichen Kennzeichen dieser demokratischen Selbstverwaltung waren:
- Die Besetzung der Verwaltungspositionen durch frei, gleich und unabhängig gewählte Männer. Dabei war die Gleichheit bei der Wahl und bei der Wählbarkeit grundsätzlich auf verheiratete Männer, ungeachtet ob Freibauern und Leibeigene, beschränkt. Frauen und ledige Männer waren diesbezüglich rechtlos.
- Jährlicher Wechsel der Person, die ein leitendes Amt bekleidete (Rollierendes System).
- Interessenausgleich durch abwechselnden Anspruch auf die Besetzung der Position des Redemann aus den Einungen nied und ob der Alb und den Gespann, ein beigeordneter Einungsmeister, der zusätzlich eine Kontrollfunktion innehatte.

Für die Ausformung dieser frühen demokratischen Struktur liegen zwei wahrscheinliche Gründe nahe:
- Das Freibauerntum in der Grafschaft, das zur Zeit der Urbarmachung mit besonderen Rechten ausgestattet wurde, um die Bauern zur Besiedlung der unwirtlichen Höhen des Südschwarzwaldes zu motivieren.
- Die Selbstverwaltungsstruktur wuchs zeitversetzt zu Entstehung der Eidgenossenschaft in der benachbarten Schweiz, die Vorbild war und von schweizstämmigen Siedlern in der Grafschaft befördert wurde.

#### Selbstverwaltungsorgane

##### Einungsmeister
Jede der 8 Einungen hatte einen Einungsmeister, der in seiner Amtszeit am blauen Tschopen (blaue Jacke) erkennbar war. Die Einungsmeister wurden jährlich am 23. April (St. Georg) nach einem Gottesdienst in einem mündlich bekannt gegebenen Pfarrort der jeweiligen Einung unter freiem Himmel gewählt. Die Anwesenheit des Waldvogtes war ausdrücklich nicht erlaubt. 

Wahlberechtigt waren alle verheirateten Männer. Wählbar waren ebenfalls alle verheirateten Männer außer dem amtierenden Einungsmeister (Rollierendes System).

##### Redmann
Der Redmann trug als Zeichen seines Amtes zum blauen Tschopen ein Schwert. Er stand an der Spitze des Kollegiums der Einungsmeister und der Verwaltung und vertrat die Region nach außen. Die Wahl des Redmann erfolgte jeweils Anfang Mai auf Einladung des Waldvogtes in Görwihl. 

Wahlberechtigt waren alle Einungsmeister der vorangegangenen Amtszeit, die amtierenden Einungsmeister und der Waldvogt, der ein Vorschlagsrecht hatte und als erster seine Stimme abgeben durfte. Wählbar waren im jährlichen Wechsel die amtierenden Einungsmeister abwechselnd aus den Einungen ob der Alb und nied der Alb.

Die amtierenden Einungsmeister, unter denen sich auch der Redmann befand, hatten nach der Wahl gegenüber dem Waldvogt einen Amtseid, das landesfürstliche Interesse zu befördern, von der Einung Schaden und Nachteil zu wenden, in allem ein Aufsehen zu tragen und mit den Steuern und Geldern so umzugehen, wie sie es vor dem allerhöchsten Gott zu verantworten sich getrauen, abzulegen. 

Gespann
Der Redmann erhielt einen Stellvertreter, den Gespann, ein Einungsmeister aus der Gruppe der vier Einungen, der der Redmann nicht angehörte. Das Amt des Gespann diente dem Interessenausgleich unter den beiden Gruppen von vier Einungen, der Arbeitsentlastung des Redmann und dadurch, dass er einen von zwei Schlüsseln der Landeslade hatte, dessen Kontrolle.

##### Ständevertreter
Die Grafschaft Hauenstein war als Vertreter des dritten Standes mit Sitz und Stimme in der vorderösterreichischen Kammer durch den Redmann und 2 Einungsmeister vertreten.

#### Störungen der Selbstverwaltung
Die Selbstverwaltung in der Grafschaft Hauenstein funktionierte über die Jahrhunderte ihrer Existenz hinsichtlich ihrer Regeln und Kontinuität mit einer bemerkenswerten Zuverlässigkeit. Dennoch gab es Zeiten gravierender Störungen:
- Die aktive Mitwirkung eines Großteils der Grafschaftsbewohner an den Bauernaufständen von 1524/25 führte zur Aberkennung der Privilegien durch den Landesherrn, was eine knapp zweijährige Unterbrechung der Selbstverwaltung nach sich zog. 1527 wurden jedoch die Privilegien aus politischen Erwägungen wieder zurückerstattet.
- Der Dreißigjährige Krieg, der den Landstrich existenziell in Mitleidenschaft zog, machte in den 30er und 40er Jahren des 17. Jahrhunderts eine Verwaltung, auch durch den Landesherrn, die meiste Zeit völlig unmöglich.
- Im Verlauf der zu Beginn des 18. Jahrhunderts aufflammenden Salpeterer-Unruhen wurden mehrmals durch den Landesherrn Wahlen annulliert, verboten und Wahlämter vom Landesherrn besetzt. Nachdem die Unruhen bis über die Mitte des Jahrhunderts hinaus anhielten wurden die meisten Selbstverwaltungsprivilegien entzogen. Bezüglich der Einungsmeister stand den Einungen nur noch ein Vorschlagsrecht für drei Kandidaten zu. Die Mitwirkung bei der Rechtsprechung büßte die Grafschaft gänzlich ein.

## Militärische Struktur
Der wichtigste Beitrag der ansonsten eher wirtschaftsschwachen Grafschaft Hauenstein mit den angeschlossenen Vogteien, den Waldstädten und dem Zwing und Bann des Klosters St. Blasien für die Landeshoheit war die Landt Miliz, der sogenannte Landfahnen.

### Hauensteiner Landfahnen

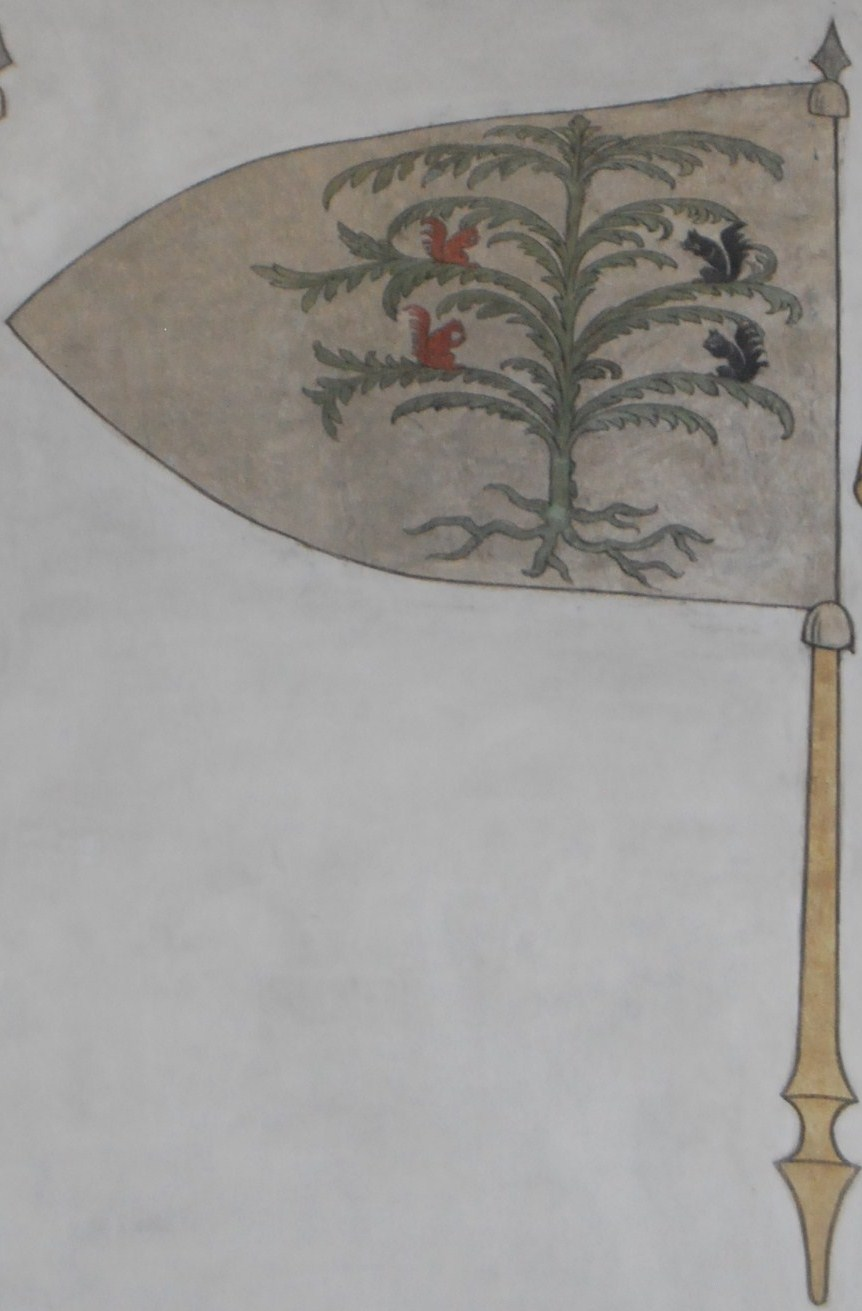
Hauensteiner Schlachtbanner (Schlacht bei Sempach)

Der Landfahnen bestand aus dafür ausgewählten bzw. abgestellten Männern und wurde bei Bedarf zur Verteidigung oder für Kampfeinsätze in den Kriegen der Habsburger außerhalb des Südschwarzwaldes einberufen. Im Einungsvertrag mit den Vogteien von 1433 wird das Verhältnis der Aufteilung des zu stellenden Miliz-Kontingentes wie folgt festgelegt: … sollent die uff dem walde haben drey teil vndt die von Tottnow und Schönöw den vierden teil ….
Zur Zeit der Verpfändung an Burgund (1471) wird die Stärke der Miliz mit 600 Mann angegeben. Zu dieser Zeit gehören dem Landfahnen auch Männer aus der vogteye Berow (Vogtei Berau) an. Im kurz darauf (1471) geführten Krieg gegen den Pfandherren Burgund wird die Stärke des Landfahnen mit 1000 Mann angegeben.
Als regulären Hauptmann der Miliz auf dem Schwarzwald im Ernstfall wird gegen Ende des 15. Jahrhunderts der Waldvogt benannt. 1528 wurde statt des Waldvogts ein Hauptmann für den Landfahnen durch die vorderösterreichische Regierung ernannt. Während des Spanischen Erbfolgekriegs war der Luttinger Pfarrer Johann Caspar Albrecht Kommandant des Landfahnens. Während dieser Zeit (1703) wird eine Stärke des Landfahnen von 906 Mann genannt.

### Verteidigungsanlagen
Die Berge und Schluchten des Südschwarzwaldes eigneten sich besonders zur Errichtung von Verteidigungslinien. In der Grafschaft Hauenstein wurden zwei Verteidigungslinien ausgebaut, unterhalten und bei Bedarf besetzt. Die Schanzarbeiten an diesen Anlagen waren Teil des Militärdienstes des Landfahnen.

#### Schwarzwaldlinie
Die Schwarzwaldlinie (mangels belegter Bezeichnung so genannt) erstreckte sich von Rothaus am Hochrhein, westlich der Gemeinde Murg, über die Festung Rheinsberg hinauf über die nördlichen Abhänge, folgte diesen Richtung Westen und verlief danach hoch über den östlichen Abhängen zum Wehratal weit über das Gebiet der Grafschaft hinaus nach Norden in den Schwarzwald. Die Anlage war nach der Kartierung zu schließen die bedeutendste Fortifikationslinien im Schwarzwald und erreichte im 18. Jahrhundert ihre größte Ausdehnung. Sie entstand unter Einbeziehung älterer mittelalterlicher Verteidigungsanlagen und -stellungen und war weitgehend befestigt. Die im hauensteinischen Gebiet als Wallmauer oder Landsletze bezeichnete Anlage diente als Bollwerk gegen Angriffe aus dem Westen, insbesondere bei den Kriegen gegen Burgund und Frankreich.

Ausschnitt einer historischen Kartierung einer Befestigungslinie im Südschwarzwald um 1700

#### Landhag

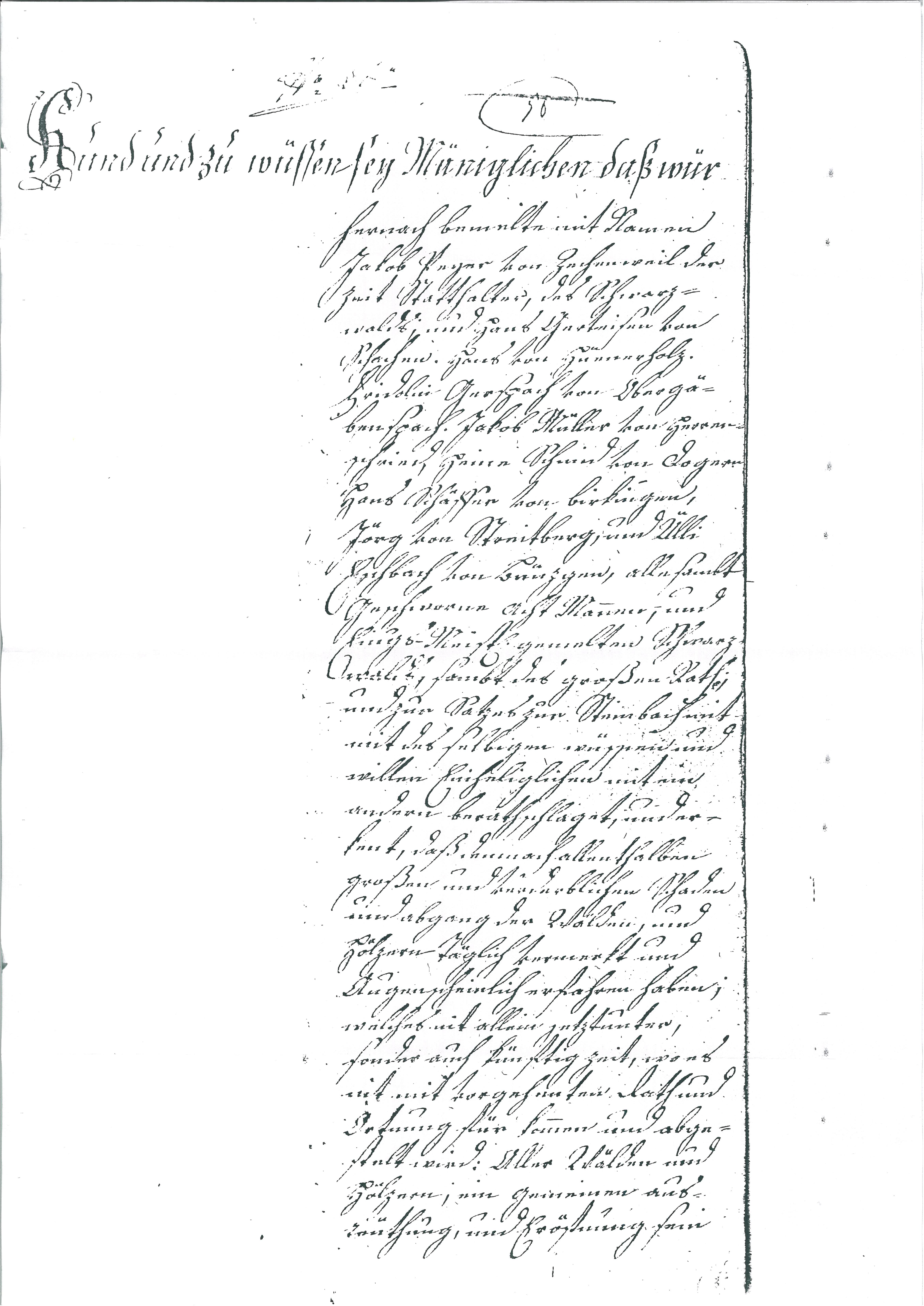
Begehung des Hauensteiner Hagwalds 1544 durch die Einungsmeister

Der Landhag war eine Verteidigungslinie gegen Angreifer, die aus dem Hochrheintal nach Norden vorstoßen wollten. Dieser bestand neben wenigen befestigten Stellungen im Wesentlichen aus Waldgürteln, die sich in west-östlicher Richtung erstreckten. Diese wurden im Ernstfall durch das Fällen von Bäumen undurchdringlich gemacht. In der Charte von Schwaben – Blatt Wutach aus dem Jahre 1827 ist Der Landhag zwischen Alb und Schwarza noch in voller West-Ost-Ausdehnung kartiert.

#### Letzen
Die Letzen waren Verteidigungsstellungen an strategisch günstigen Orten, wie Schluchteingänge und entlang der zwei Verteidigungslinien.

#### Burgen

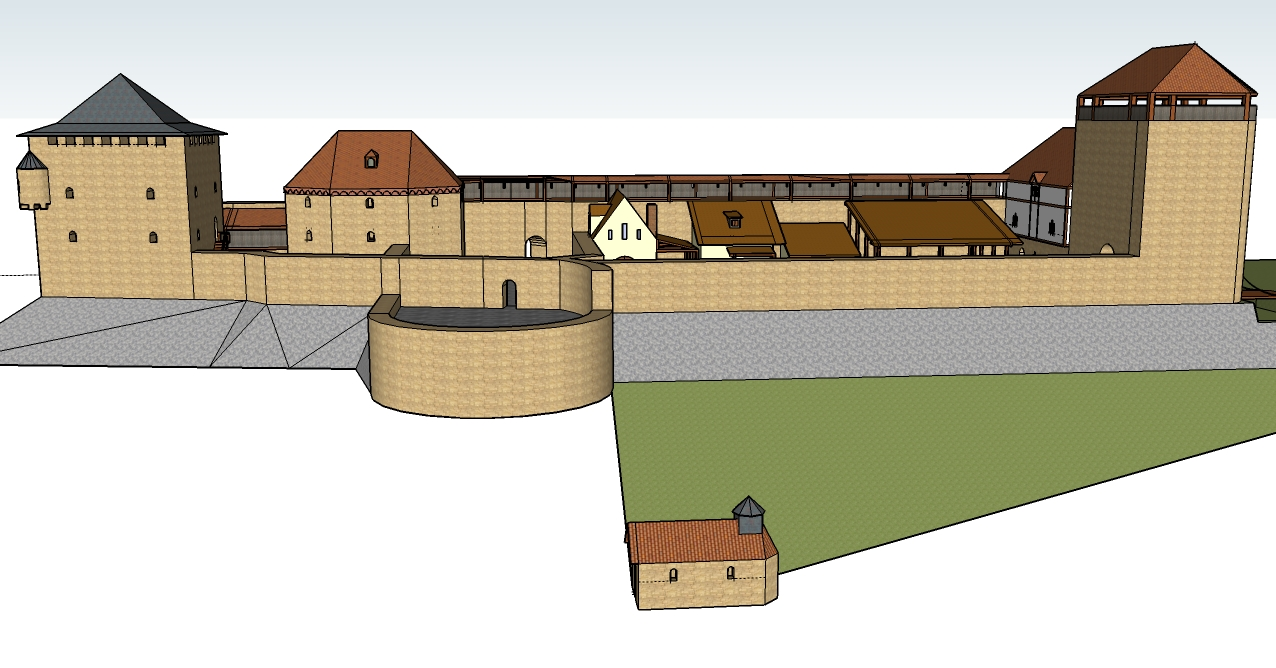
Modell Burg Hauenstein

Im frühen Mittelalter wurden zur Sicherung des Landes Burgen angelegt. Bekannte Burgen im Gebiet der Herrschaft Hauenstein sind:
- Die gleichnamige Burg Hauenstein (Hauenstein)
- Iburg (Görwihl)
- Burg Tiefenstein
- Burg Gurtweil
- Burg Wieladingen
- Burg Rheinsberg

## Gerichtswesen
Das spätmittelalterliche Gerichtswesen gliederte sich in die hohe und niedere Gerichtsbarkeit. Die hohe Gerichtsbarkeit oblag in der Grafschaft Hauenstein nahezu vollständig dem Landesherrn. Eine Ausnahme bildet der Ort Unteralpfen in dem zeitweise der dortige Feudalherr Zweyer mit der hohen Gerichtsbarkeit belehnt wurde. Allerdings war auch hier der Blutbann, also blutige Strafen, namentlich die Todesstrafe, ausgenommen.
Die sachliche Zuständigkeit der Hochgerichtsbarkeit umfasste Malefizdelikte (Kapitalverbrechen) und den Blutfall (Tötungsdelikte) sowie politische Straftaten, wie empörung, aufständt, Ungehorsamkeit (z. B. Verweigerung der Huldigung) usw. Diese Strafsachen gingen entweder direkt über das Waldvogteiamt an eine höhere Instanz der vorderösterreichischen Gerichte in Ensisheim, später Freiburg, ggf. Innsbruck bzw. Wien oder wurden bei den Landgerichten unter Vorsitz des Waldvogts und Einbeziehung der Einungsmeister verhandelt. Gerichtsorte waren Hauenstein und Gurtweil, ab 1652 Albbruck und Waldshut. Das Strafmaß des Waldvogts reichte bis 100 Taler, was 1582 umgerechnet 3400 Schilling entsprach. (In späteren Jahren unterlag der Taler, das silberne Gegenstück zum Gulden, allerdings einer deutlichen Inflation.)
Den an die Grafschaft grenzenden Waldstädten Säckingen (1467) und Waldshut (1530) wurde die hohe Gerichtsbarkeit als Anerkennung verliehen. Das Kloster St. Blasien (1597) hatte die hohe Gerichtsbarkeit über den im Norden an die Grafschaft grenzenden Zwing und Bann pfandweise erworben.

### Niedergerichte
Die niedere Gerichtsbarkeit für die überwiegende Zahl der Orte unterstand auch hoheitlicher Rechtsprechung, die in den hoheitlichen Landgerichten ausgeübt wurde (s. o.). Bei den Bewohnern dieser Orte handelte es sich im damaligen Sprachgebrauch um immediat kayserliche untertanen.
Die Waldstädte Waldshut und Säckingen mit ihren Niedergerichtsorten sowie die Einungsorte mit eigener niederen Einungsgerichtsbarkeit unterstanden mittelbar hoheitlichem Einfluss. Im 17. Jahrhundert lag somit schließlich für weniger als die Hälfte der Orte die niedere Gerichtsbarkeit bei den Feudalherren. Obwohl das Kloster St. Blasien über die Jahre seinen Einfluss langsam aber stetig ausweiten konnte, verschoben sich die niedergerichtlichen Zuständigkeiten, insbesondere wegen der Abgabe von Orten durch das Stift Säckingen, zugunsten der hoheitlichen Seite.
| Einung | St. Blasien | Stift Säckin- gen | Kloster Königs- felden | Freiherr v. Schönau | Baron v. Zweyer | Stadt Walds- hut | Stadt Laufen- burg | Einungs- meister | hoheit- lich | Summe Nieder- gerichte |
| --- | ----------- | ----------------- | ---------------------- | ------------------- | --------------- | ---------------- | ------------------ | ---------------- | ------------ | ---------------------- |
| Görwihl | 1           | 3 (−1)            | -                      | -                   | -               | -                | 1 (+1)             | -                | 13           | 18                     |
| Rickenbach | -           | - (−1)            | -                      | - (−1)              | -               | -                | -                  | 2 (−1)           | 16 (+3)      | 18                     |
| Murg | -           | 6 (−2)            | -                      | - (−1)              | -               | -                | -                  | 3 (+2)           | 1 (+1)       | 10                     |
| Hochsal | -           | - (−2)            | -                      | -                   | -               | -                | 2 (+1)             | -                | 7 (+1)       | 9                      |
| Wolpadingen | 18          | -                 | -                      | -                   | -               | -                | -                  | -                | 1            | 19                     |
| Höchenschwand | 14          | -                 | -                      | -                   | -               | -                | -                  | -                | 3            | 17                     |
| Birndorf | 8 (+1)      | - (−5)            | -                      | -                   | 1 (+1)          | -                | 1 (+1)             | -                | 9 (+2)       | 19                     |
| Dogern | 7           | -                 | - (−1)                 | -                   | -               | 1                | -                  | -                | 13 (+1)      | 21                     |
| Summe | 48 (+1)     | 9 (−11)           | 0 (−1)                 | 0 (−2)              | 1 (+1)          | 1                | 4 (+3)             | 5 (+1)           | 63 (+8)      | 131                    |
| (Orte gemäß: 'Verzeichnis der Grafschaft Hauensteinischen Einungen, deren dazugehörigen Ortschaften, auch derendrey Vogteyen, Schönau, Todtnau, und Todtmoos.' aus dem Jahre 1783 auf der Grundlage des Originaldokumentes [GLA 113 Nr. 31]. Die Angaben in Klammern () beziffern, bedingt zuverlässig, die Veränderungen bezogen auf die Zeit vor 1783.) |             |                   |                        |                     |                 |                  |                    |                  |              |                        |

Tab. 2: Niedergerichtliche Zuständigkeit nach Anzahl der Orte eines Gerichtsherrn je Einung im 18. Jahrhundert und Veränderungen gegenüber der Zeit davor in Klammern.
Jeder Gerichtsherr hatte sein Gerichtswesen nach eigenem Ermessen organisiert. Das Kloster St. Blasien als größter feudaler Gerichtsherr hatte sein Gerichtswesen zweimal umorganisiert.
In den Niedergerichtsverhandlungen des Klosters St. Blasien hatte der Waldpropst den Vorsitz. Die Dinggerichte wurden zweimal im Jahr in Remetschwiel durchgeführt. Im Amt Gutenburg, hatte nach der Zusammenlegung der Gerichte Birndorf, Nöggenschwiel und Weilheim ein Obervogt die niedere Rechtsprechung inne. 

Als Berufungsinstanz für das Dinggericht in Remetschwiel war das Wochengericht in Görwihl zuständig. Berufungsinstanzen in der Geschichte des Klosters St. Blasien waren zudem das Kammergericht und das Hofgericht unter Vorsitz des Abtes, beide in St. Blasien.
Für das Gerichtsverfahren wurde ein Prozent des Streitwertes als Gebühr zuzüglich anderer Verfahrenskosten verlangt.
Vom Damenstift Säckingen werden die Kleinmeier mit der niederen Rechtsprechung erblich belehnt. Nach dem Rückkauf zum Ende des 14. Jahrhunderts wird das Amt vom Großmeier des Klosters wahrgenommen. In der Grafschaft hat das Kloster Dinghöfe in Herrischried, Murg und Oberhof. Mit dem Maien- und Herbstgeding waren zwei Gerichtstage im Jahr üblich. Während das Strafmaß in den Niedergerichten des Stiftes Säckingen auf 3 Schilling begrenzt war, wird die Obergrenze der Bußen in St. Blasien mit 10 Pfund (etwa 200 Schilling) angegeben. Die Klein- bzw. Großmeier hatten Einkünfte aus den Bußgeldern.

Die Berufungsinstanz der Niedergerichte ist das Gericht unter dem hohen Bogen in der Stiftskirche in Säckingen unter Vorsitz der Äbtissin.
In den Orten, in denen die Einungen selbst für die niedere Gerichtsbarkeit zuständig waren, wurden die Gerichte von den Einungsmeistern unter Vorsitz des Redmann abgehalten. Die Berufungsinstanz war das Waldvogteiamt in Waldshut.
In der Waldstadt Waldshut und im Dogerner Einungsort Indlekofen übte der Rat der Stadt die niedere Gerichtsbarkeit aus. Da ab 1527 der höchste Landesbedienstete in der Grafschaft, der Waldvogt, auch das Amt des Stadtschultheißen innehatte, unterschied sich dieses Gericht nur wenig von den Landgerichten. Ab 1530 wurde die Zuständigkeit des Gerichtes in der Waldstadt um die Hochgerichtsbarkeit erweitert.
Die Freileute hatten jährlich ihr eigenes Frühjahrs- und Herbstgeding. Dazu fanden sich die nied der Alb in Dinghöfen in Görwihl und Hochsal, die ob der Alb in Birkingen und Oberalpfen ein. Das Gericht hielt ein fryer hofrichter.

### Wochengericht
Das Wochengericht oder auch Sechzehner-Gericht hatte weder die klassische niedergerichtliche Funktion, noch war es mit hochgerichtlichen Zuständigkeiten betraut. Im Wesentlichen war es eine Berufungsinstanz für niedergerichtliche Streitfälle. Es tagte jährlich im Mai nach den Einungsmeisterwahlen eine Woche in Görwihl unter dem Vorsitz des Waldvogts. Als Richter fungierten die acht amtierenden und die acht Einungsmeister der vorangegangenen Amtszeit. Das Gericht war auch Berufungsinstanz für bestimmte niedergerichtliche Streitfälle der feudalen Gerichtsherren.

## Wirtschaftliche und soziale Struktur
In der Grafschaft Hauenstein war die Landwirtschaft mit Abstand die bedeutendste Erwerbsquelle. Da der überwiegende Teil der Anbauflächen wegen der Höhenlage, der Hanglage oder der Bodenbeschaffenheit nur eingeschränkt nutzbar war, war die Wirtschaftskraft in diesem Bereich sehr bescheiden.
Neben der Landwirtschaft gab es in einigen Orten der Grafschaft etwas Bergbau, der seinen Schwerpunkt in der Silber- und Bleigewinnung hatte. Deutlich mehr Bedeutung hatte der Bergbau in den mitverwalteten Vogteien, insbesondere in Todtnau. Aus dem Holz der Wälder gewann man zudem Holzkohle für die Silber-, Blei- und Eisenhütten der Region, sowie Pottasche für die heimischen Glashütten.

### Hörigkeit und Leibeigenschaft
In der Grafschaft Hauenstein teilten sich im Wesentlichen das Kloster St. Blasien und das Frauenstift Säckingen die Feudalherrschaft. In einzelnen Orten und zeitweise wurde die Feudalherrschaft zudem vom Kloster Königsfelden (später vom schweizerischen Bern), den Freiherren von Schönau und dem Baron Zweyer von Evenbach wahrgenommen. Die Feudalherrschaft bezog sich im Wesentlichen auf drei voneinander unabhängige Rechtsansprüche:
- Grundhörigkeit der Besitzer von Gütern der Feudalherren.
- Leibhörigkeit der als dem Feudalherrn leibeigen geborenen Menschen.
- Niedergerichtliche Zuständigkeit in bestimmten Dörfern und Weilern.

Obwohl die Feudalherrschaft nicht auf die niedergerichtliche Zuständigkeit beschränkt war, lässt sich daraus etwa den Anteil feudaler Herrschaft der einzelnen Feudalherren in der Grafschaft ablesen (siehe dazu Tabelle 2).

#### Grundhörigkeit
Bei der Grundhörigkeit lasteten auf Gütern des Feudalherrn Rechtsansprüche, die der jeweilige Besitzer erfüllen musste. Diese Ansprüche konnten Zinszahlungen, Zehntabgaben und auch Frondienste umfassen.
Eine typische Grundlast ruhte auf den zahlreichen Wimännigüeter der Klöster, deren Besitzer zu Weinfuhren aus den Weingütern in der Schweiz, dem unteren Wiesental, der Region Badenweiler und dem Breisgau zu den Klöstern verpflichtet waren.
Besondere Konstellation:
Der Rechtsanspruch der Grundhörigkeit führte bei Freibauern, die den Besitz damit belasteter Güter hatten, dazu, dass auch sie ggf. Rechtsansprüche wie Zehntabgaben, Güterfall oder Frondienste erfüllen mussten.

#### Leibhörigkeit
Die Leibhörigen waren die eigentlichen Leibeigenen der Feudalherren, was sich insbesondere durch einen Anspruch des Feudalherren auf einen Teil des Erbes manifestierte. Hinzu kamen Huldigung, Zehnt-Abgaben, Beschränkung der Freizügigkeit und Frondienste.
Das Heiratsrecht der Leibeigenen mit freien Bürgern war, im Gegensatz zu anderen Gegenden nur mittelbar durch die eingeschränkte Freizügigkeit beschränkt. Eine Heiratsbeschränkung für die Leibeigenen durch die Feudalherren war überflüssig, da in der Grafschaft Nachkommen einer Ehe zwischen freien und unfreien immer leibeigen wurden.
Besondere Konstellation: Leibeigene eines Feudalherrn, die Güter eines, u. U. eines anderen, Feudalherrn bewirtschafteten, die mit Grundlasten versehen waren, waren doppelhörig.

#### Rechte der Feudalherren
Die Rechtsansprüche, die von den Feudalherren in der Grafschaft geltend gemacht wurden, sind:
- Huldigung, Eid aller über 14-jährigen Männer auf den Abt nach dessen Amtsantritt.
- Jährliches Fastnachtshuhn des Hausvaters eines Haushaltes oder ersatzweise 6 kr.
- Jährlich drei Tage Frondienst (Fron- bzw. Ehrtawen) des Hausvaters oder eines Stellvertreters.
- Leibfall, Abgabe der Hinterbliebenen beim Tode des Hausvaters ggf. auch eines ledigen Leibeigenen.
- Güterfall, Abgabe nach dem Tod eines Besitzers, ggf. auch beim Besitzerwechsel, eines Gutes eines Feudalherren. Der Güterfall wurde bei Doppelhörigen nach dem Leibfall befriedigt.
- Hagestolz, die gesamte, später 1/3, der fahrenden Habe eine ledigen beiderlei Geschlechts über 50 Jahren.
- Manumissionstaxe, Abgabe bei der Genehmigung des Wegzugs eines Leibeigenen aus der Grafschaft.
- Zehntabgaben, verschiedene jährliche Abgaben in der Regel in der Höhe von 1/10 gemessen am Ertrag des Leibeigenen und Eingeteilt nach Produktgruppen.
- Hubtuch, jährliche Abgabe an das Stift Säckingen eines Teils der erzeugten Tücher, ab 1428 eines festen Geldbetrags.

Die meisten oben genannten Rechtsansprüche sind gemäß der Praxis des Klosters St. Blasien wiedergegeben; die konkrete Ausprägung der Feudalherrschaft variierte deutlich je nach Feudalherr.
In einigen Fällen sind Verträge bzw. Genossame von Feudalherren mit Herren anderer Gebiete dokumentiert, die die Rechtsbeziehungen zu Leibeigenen, die sich außerhalb des Gebietes ihres Feudalherrn verheiraten oder niederließen, regelten.

### Freibauern

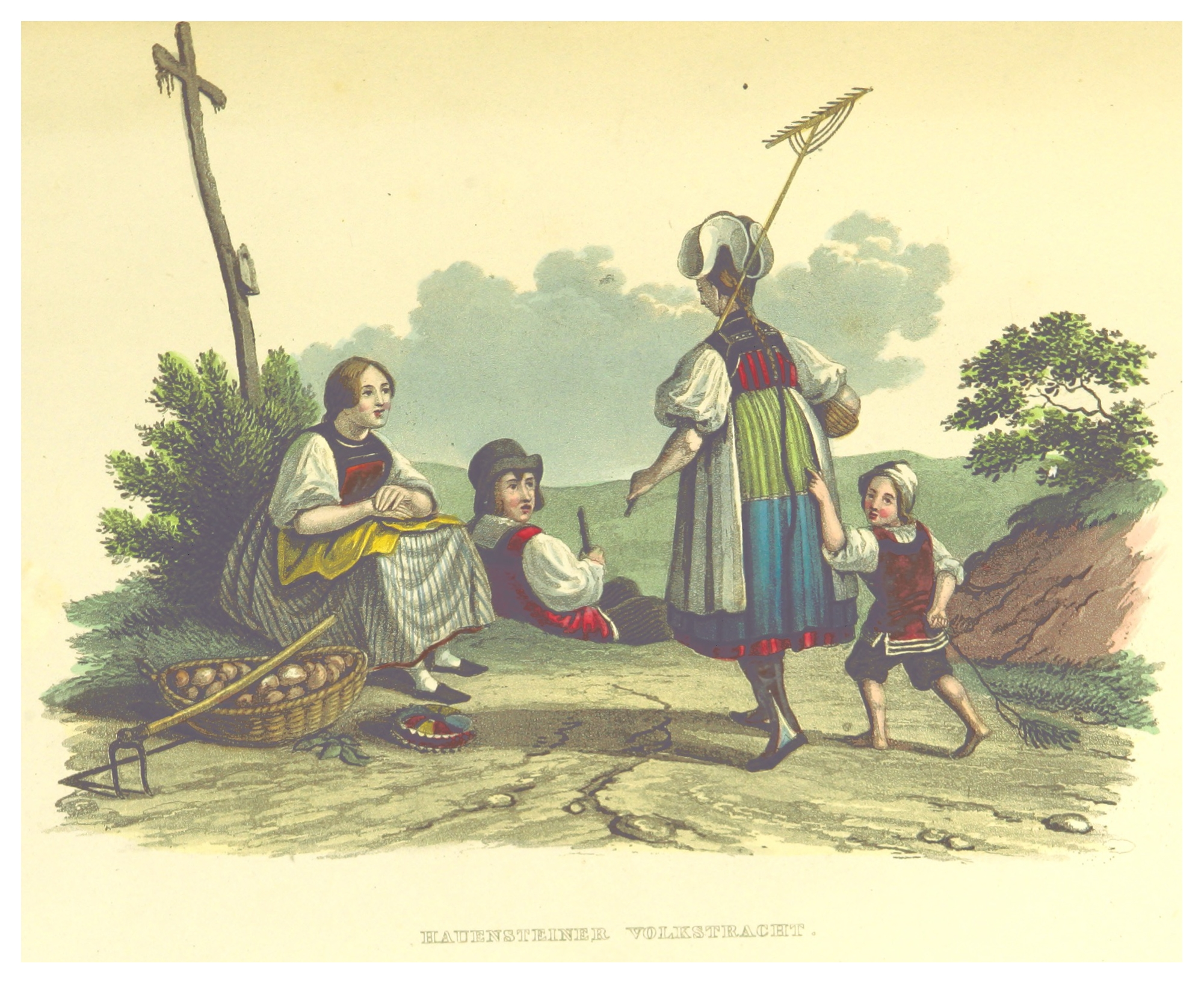
Bauern in der Hauensteiner Tracht (um 1840)

In einigen Gebieten der Grafschaft Hauenstein waren Bauern angesiedelt, die, im Gegensatz zur im Mittelalter üblichen Leibeigenschaft, besondere aber nur bedingt vererbbare Freiheits- und Besitzrechte hatten. Diese Freibauern, die in historischen Schriftstücken als frygen luit, vrigen Luite oder fryen lutten genannt sind, haben überwiegend ihren Ursprung in der Besiedlungspolitik weltlicher Herren. Insbesondere in Gebieten, deren Urbarmachung die Herren von Tiefenstein betrieben haben, sind überwiegend Freibauern dokumentiert. So liegen die Orte, in denen Freibauern bezeugt sind, gehäuft westlich und östlich der Burg Tiefenstein im Albtal bzw. des mittleren Albtals. Insbesondere die Einungen Görwihl und Wolpadingen waren von Freibauern geprägt.(siehe Karte wird noch eingearbeitet). Der Habsburger Urbar, der wenige Jahre nachdem die Habsburger auch die Herrschaft über das Kerngebiet der Grafschaft erlangt haben, entstand, sind die Freibauern dokumentiert. Reine Klostergebiete weisen keine Wohnorte von Freibauern auf.
Die besonderen Rechte der Freibauern wurden überwiegend an Bauern vergeben, die die unwirtlichen Gebiete der Grafschaft urbar machten. Die Gebiete mit Freibauern befanden sich überwiegend in Hochlagen (durchschnittlicher Ortshöhe um 800 m ü. NN), die den Ackerbau stark einschränken, erhöhte Niederschläge und harte Winter aufweisen.
Verglichen mit ihren Mitbürgern, den Leibeigenen, verfügten die Freibauern über besondere Rechte:
- Vererbbare Freigüter in Form von Erbleihe, über die nach freiem Ermessen verfügt werden konnte.
- Uneingeschränktes Eigentum an Mobilien.
- Sie waren frei in der Wahl ihres Wohnortes.
- Für sie waren eigene Gerichte zuständig.
- Das tragen von Waffen stand ihnen zu.
- Freiheitsrechte ohne Fronpflichten auch bei Vergabe der Vogteirechte an en Kloster.

In den frühen Jahren der Grafschaft Hauenstein gehörte eine deutlich überwiegende Anzahl der Grafschaftsbewohner zu den Freibauern. Das Recht den Freibauern anzugehören war jedoch durch eine mittelalterliche Regelung nur bedingt vererbbar. Bei einer Heirat zwischen Freibauern und Leibeigenen gingen, gemäß dieser Regelung, die Nachkommen immer zur ärgeren Hand, was bedeutet, dass sie leibeigen wurden.
Die Zahl der Freibauern, die Anfang des 16. Jahrhunderts noch fast 2/3 der Grafschaftsbewohner ausmachte sank bis zum 18. Jahrhundert auf weniger als die Hälfte.

#### Der Loskauf
Der sich über Jahrhunderte hinweg anhaltende Streit um die Leibeigenschaft endete schlussendlich mit dem Freikauf bzw. Loskauf der Hauensteiner. Am 15. Januar 1738 wurde im Gurtweiler Schloss der Loskaufvertrag der Hauensteiner von ihrer Leibeigenschaft unterzeichnet. 11500 Fallbare Leute kauften sich dabei für eine Summe von 58.000 fl endgültig aus der Leibeigenschaft frei. Die Einung Birndorf mit dem Ort Indlekofen weigerte sich freizukaufen, die Einungsorganisation übernahm diese Kosten und zog dann dafür die Gefälle ein und verlangte auch die Huldigung bis zur Aufhebung der Leibeigenschaft unter Joseph II. durch das Untertanenpatent von 1781. Die Aufhebungsgelder verwendete das Kloster St. Blasien zur Erwerbung der Herrschaften Staufen und Kirchhofen.

## Ende der Grafschaft Hauenstein
Im Jahre 1806 wird das Gebiet der Grafschaft Hauenstein Teil des neu gebildeten Großherzogtums Baden und hörte damit als eigenständiges Gebilde auf zu existieren.

## Zeittafel
| Zeit                                        | Ereignis |
| ------------------------------------------- | --- |
| 781                                         | Vodalrich wird erstmals als Graf im Albgau genannt. Ein Bezug zum Fluss Alb bzw. zur Grafschaft Hauenstein ist nicht beurkundet. |
| Ende 9. Jahrhundert/ Anfang 10. Jahrhundert | Das Kloster Rheinau betreibt die Gründung der Cella alba, der Vorläufer des Klosters St. Blasien im Schwarzwald. |
| 925                                         | Cella alba wird zerstört. |
| 10. Jahrhundert                             | Das Kloster St. Gallen erhält Besitzungen an der Schlücht und baut den Turm der Gutenburg. |
| 1020                                        | Bischof Werner aus Straßburg baut auf dem Wühlsberg später Havichtsberch bei Brugg, Schweiz, eine Burg. |
| 1111                                        | Die Herren der Burg auf dem Havichtsberch nennen sich nun von Habsburg. |
| 1125                                        | Adelgoz von Wehr verliert das das Vogteirecht über das Kloster St. Blasien an die Zähringer. |
| 1128                                        | Das Kloster St. Gallen gibt seinen Besitz an der Schlücht als Lehen an eine unbekannte Adelsfamilie. |
| 1130                                        | Die Waldstadt Rheinfelden wir durch die Zähringer gegründet. |
| 1152                                        | Konrad von Krenkingen erhält die Vogteirechte über das Kloster Tezilnheim (ehemaliges Augustinerkloster in Detzeln). |
| 1173                                        | Graf Albrecht III. von Habsburg erhält von Barbarossa die Reichsvogteirechte über das Stift Säckingen. |
| 1187                                        | Der Besitz des Klosters St. Gallen an der Schlücht geht an die Herren von Gutenburg. |
| 1218                                        | Die Grafen von Kyburg und von Urach treten das Erbe des letzten Zähringers an. |
| 1232                                        | - Die von Kyburg und von Urach treten das Erbe des letzten Zähringers an. - Tod des Habsburger Albrecht „der Alte“. - Die Habsburger bilden mit Rudolf IV. und Habsburg-Laufenburg zwei Linien. |
| 1240                                        | Das Stift Säckingen vergibt die Ämter des Großmeiers und Kleinmeiers als erbliche Lehen. |
| 1242                                        | Die Herren von Tiefenstein Gründen die Mönchszelle in Neuenzell, dem heutigen Unteribach ca. 5 km südwestlich von St. Blasien. |
| 1254                                        | Graf Rudolf IV. von Habsburg erhält von Konrad IV. die Reichsvogteirechte über das Kloster St. Blasien und den Südschwarzwald (Swarzwalt). |
| 1260                                        | Herren von Krenkingen beziehen das Schloss Gutenburg. |
| 1263                                        | Die Habsburger treten das Erbe derer von Kyburg an. |
| 1265                                        | Rudolf IV. von Habsburg zerstört Neuenzell um es als eigene Gründung neu aufzubauen. |
| 1272                                        | Graf Rudolf IV. von Habsburg nimmt die Burg Wehr ein und zerstört die Burg Tiefenstein. |
| 1273                                        | - Das Amt Wehr fällt an das Haus Habsburg. - Graf Rudolf IV. von. Habsburg wird bis 1291 König Rudolf I. |
| 1278                                        | Dt. König Rudolf I. besiegt Ottokar von Böhmen auf dem Marchfeld. Die Habsburger benutzen nun den Titel Herzog von Österreich. |
| 1284                                        | Der Einungsort Dogern geht an die Johanniterkommende im schweizerischen Klingnau. |
| 1291                                        | Die Gebiete Uri, Schwyz und Unterwalden begründen mit dem Schwur auf einen Ewigen Bund ihre Unabhängigkeit. |
| 1296                                        | Eberhard von Lupfen -Stühlingen- wird als letzter Graf im Albgau genannt. |
| 1303                                        | Das Habsburger Urbar dokumentiert die Verwaltungsgliederung und nennt die Siedlungen im Hoheitsgebiet der Habsburger. |
| 1315                                        | - Das Kloster St. Blasien erhält die Hoheit über das Kloster Neuenzell. - Die Eidgenossen erringen am 15. Oktober am Morgarten einen ersten Sieg über die Habsburger. |
| 1326                                        | Das Stift Säckingen erneuert die Vereinbarung über Genossame (Heirat unter Leibeigenen) mit dem Kloster Einsiedeln. |
| 1326–1333                                   | Entstehung der Einungen zwischen Wehra und Schlücht. |
| 1335                                        | Die Johanniterkommende in Klingnau verkauft ihre Rechte am Einungsort Dogern an das Kloster Königsfelden. |
| 1343                                        | Die Beziehungen zwischen dem Stift Säckingen und der Stadt Säckingen werden vertraglich geregelt. |
| 1371                                        | Die Einungen werden von Habsburg und dem Kloster St. Blasien anerkannt. |
| 1373                                        | Das Stift Säckingen kauft das Amt des Kleinmeiers von Hartmann von Wieladingen wieder zurück. |
| 9. Juli 1386                                | Die Eidgenossen bezwingen bei Sempach die Streitkräfte von Herzog Leopold III. zu denen auch Adlige und Bauern aus dem Südschwarzwald gehörten. Die Hauensteiner Fahne wird von Luzernern erbeutet. |
| 1393                                        | Dem Großmeier des Stift Säckingen, Walter von Schönau, wird sein Amt gerichtlich entzogen. |
| 1408                                        | Die Stammlinie Habsburg-Laufenburg erlischt. Mit dem letzten Graf, Johann von Habsburg, der ohne männliche Nachkommen zu hinterlassen, verstarb, womit das Gebiet uf dem Wald keine eigentliche Grafschaft mehr darstellte, vielmehr erst wieder 1562 als Grafschaft Hauenstein, wohl im Gedenken an ihn, bzw. an seine Ahnen, als Grafschaft genannt wurde. |
| 1415                                        | Die Basler belagern Säckingen und ziehen ab, als Hauensteiner Bauern anrücken. |
| 1418                                        | Das Weistum von Hochsal regelt das Verhältnis zwischen Freibauern, dem Kloster St. Blasien und dem Waldvogt. |
| 1428                                        | Das Stift Säckingen wandelt die jährliche Hubtuch-Abgabe in einen festen Zins von 1 kr um. |
| 1430                                        | Die Herren von Schönau erben von den Herren von Stein (Schwörstadt) das Amt des Großmeier des Stift Säckingen. |
| 19. September 1433                          | Die Hauensteiner beschwören die Einungsverfassung. |
| 1436                                        | Johann von Krenkingen-Weissenburg wird wegen gewalttätiger Übergriffe auf das Gebiet des Klosters St. Blasien mit dem Kirchenbann belegt. |
| 1437 u. 1438                                | Missernten im Gebiet Vorderösterreich. |
| 1438                                        | Die Weissenburg der Herren von Krenkingen-Weissenburg im Steinatal wird im Auftrag des Klosters St. Blasien belagert und zerstört. Der Besitz fällt den Grafen von Sulz und dem Kloster St. Blasien zu. |
| 1439                                        | Die Pest grassiert am Hochrhein und im Südschwarzwald. Wallfahrt von 1000 Baslern mit 20 Priestern nach Todtmoos. |
| 1440                                        | Das Kloster St. Blasien übernimmt den letzten Besitz der Herren von Krenkingen. |
| 1443                                        | Basler, Berner und Solothurner belagern im Sommer die Waldstadt Laufenburg. |
| 1444                                        | Vagabundierende Haufen der Armagnaken treiben im Südschwarzwald und am Hochrhein ihr Unwesen. Bei Schönau im Wiesental wird eine Gruppe Armagnacen von Bauern erschlagen. |
| 1445                                        | Basler, Berner und Solothurner erobern die Wald- und Reichsstadt Rheinfelden, belagern die Waldstadt Säckingen und zerstören deren Vorstadt. |
| 1446                                        | Ca. 1600 Basler machen einen Beutezug ins untere Wehratal, erbeuteten ca. 400 Stück Vieh, und stürmten die Letzen am Eingang zur Schlucht. |
| 1453                                        | Die Habsburger benutzen nun den Titel Erzherzog von Österreich. |
| 1467                                        | - Bestätigung der Rechte der Einungen im Dingrodel, abgefasst unter Mithilfe von Matthäus Hummel (Gründungsrektor der Universität Freiburg). - Das Kloster St. Blasien dokumentiert in einem Dingrodel die Pflichten ihrer Leibeigenen. - Die Stadt Säckingen erhält das Recht der freien Wahl des Schultheißen und der hohen Gerichtsbarkeit.               |
| 1468                                        | Eidgenössische Truppen belagern Waldshut und machen Vorstöße in das Hauensteiner Gebiet. Waldkirch und Dogern werden niedergebrannt. Zahlreiche Dörfer zwischen Alb und Schlücht werden überfallen. |
| 1469                                        | - Die 4 Waldstädte, die Grafschaft Hauenstein und die Herrschaft Rheinfelden werden an Burgund verpfändet. - Der Berauer Berg wird von der Grafschaft Hauenstein bis 1477 mit verwaltet. |
| 1474                                        | - Karl der Kühne v. Burgund weigert sich, die an ihn verpfändeten Gebiete wieder zurückzugeben. - Der burgunder Statthalter v. Hagenbach wird gefangen genommen und hingerichtet. |
| 1480                                        | - Das Kloster St. Blasien erwirbt die Herrschaft Gutenburg mit den Ortschaften Weilheim, Ühlingen und Krenkingen. - Das Stift Säckingen erhöht den jährlichen Hubtuchzins auf 6 kr. |
| 1495                                        | Das Kloster St. Blasien vereinbart mit der Stadt Waldshut die Rechtsbeziehung mit dort lebenden Leibeigenen des Klosters. |
| 1503                                        | Nach Zerstörung der Burg Hauenstein durch einen Brand verlegt der Waldvogt seinen Amtssitz in die Waldstadt Waldshut. |
| 1507                                        | Maximilian I. erlässt eine Gerichts- und Verfahrensordnung für die Waldvögte im Schwarzwald. |
| 1508                                        | Mit dem Tod von Martin von Krenkingen, Abt des Klosters Reichenau, erlischt das Geschlecht. |
| 1510                                        | Kaiser Maximilian I. erlässt eine new Ainingsordnung. |
| 1522                                        | Eine Landordnung des Schwarzwalds regelt Rechte und Pflichten der Hauensteiner. |
| 1525                                        | Die Rechte der Hauensteiner werden nach den Bauernaufständen aberkannt. |
| 1527                                        | - Die Rechte der Hauensteiner werden nach Huldigung an Erzherzog Ferdinand am 22. Mai wieder zugestanden. -Das Amt des Schultheiß der Waldstadt Waldshut und das des Waldvogt, der in der Stadt residiert, werden zukünftig in Personalunion wahrgenommen.                                                                                                   |
| 1528                                        | Mit der Säkularisation im Zuge der Reformation in der Schweiz fällt das Kloster Königsfelden und damit der Einungsort Dogern an Bern. |
| 1530                                        | Die Stadt Waldshut erhält von Karl V. die hohe Gerichtsbarkeit, den Blutbann eingeschlossen. |
| 1535                                        | Das Stift Säckingen verzichtet auf seinen Anspruch auf einen Hubtuchzins. |
| 1539                                        | Die Grafschaft wird vorübergehend an den Waldvogt Hans Melchior Heggenzer von Wasserstelz verpfändet. |
| 1563                                        | Das Stift Säckingen regelt in einem Dingrodel die Pflichten seiner Untertanen neu. |
| 1597                                        | Das Kloster St. Blasien hat die Hochgerichtsbarkeit über den Zwing und Bann pfandweise erworben und verlegt den Gerichtsort für die Leibeigenen im Zwing und Bann von Urberg und Höchenschwand nach St. Blasien. |
| 1641                                        | Baron Zweyer von Evenbach erlangt vom Hochstift Konstanz die Feudalherrschaft über Unteralpfen. |
| 1649                                        | Das Stift Säckingen wandelt die Wimännifron in einen festen jährlichen Geldzins um. |
| 1655                                        | - Die Grafschaft Hauenstein schenkt am 21. 9. dem Haus Habsburg 15.000 Gulden um eine drohende Verpfändung an das Kloster St. Blasien abzuwenden. - Die Feudalherren Zweyer von Unteralpfen werden mit der hohen Gerichtsbarkeit, den Blutbann ausgenommen, belehnt.                                                                                         |
| 1666                                        | - Baron Zweyer von Evenbach erlangt die Feudalherrschaft über die in Unterlapfen wohnenden Leibeigenen des Klosters St. Blasien. - Das Verhältnis des Feudalherrn Zweyer mit den Einungen wird in einem Vertrag geregelt. |
| 1684                                        | Bern verkauft seine Rechte am Einungsort Dogern an das Kloster St. Blasien. |
| 1701                                        | Die Niedere Gerichtsbarkeit der Freiherrn von Schönau in Hänner und Willaringen wird an die Einugen veräußert. |
| 1719                                        | Das Kloster St. Blasien reduziert seinen Anspruch auf Hagestolz auf 1/3 der Mobilien eines ledigen Verstorbenen. |
| 1730                                        | Für Niedergerichte, deren Berufungsinstanz das Wochengericht in Görwihl war, wird durch kaiserlichen Entschluss das Waldvogteiamt bzw. die Vorderösterreichische Regierung die Berufungsinstanz. |
| 1783                                        | Das Stift Säckingen gibt die niedergerichtliche Herrschaft über den Gerichtsbezirk Herrischried und die Orte Oberwihl, Thimos und Zechenwihl an das Waldvogteiamt ab. |
| 1787                                        | Die Stadt Laufenburg erwirbt die Obervogteirechte und Gerichtshoheit über die Stadt. |
| 1806                                        | Ende der Grafschaft Hauenstein durch die Eingliederung in das Großherzogtum Baden. |

### Aufsätze und Schriften
- Die Grafschaft Hauenstein in Vorderösterreich: aus der Geschichte der 8 Einungen. Hrsg.: Arbeitskreis 1000 Jahre Österreich, 625 Jahre Hauensteinische Einungen, 1996 Waldshut.

- Die Grafschaft Hauenstein in Vorderösterreich: aus der Geschichte der 8 Einungen. Hrsg.: Historische Einungsmeister-Versammlung, 2. Auflage 2014; Druck: Trefer, Dogern

- Patrick Bircher: Die Herrschaft Hauenstein, in: Fricktalisch-Badische Vereinigung für Heimatkunde (Hrsg.): Nachbarn am Hochrhein. Eine Landeskunde der Region zwischen Jura und Schwarzwald. Bd. 1, Möhlin/CH 2002, S. 293–307.
- Generallandesarchiv Karlsruhe (GLA): Nieder- und Hochgerichtsbarkeit in der Grafschaft Hauenstein, Schönau und Todtnau 1783, Sign.: 113: Nr.: 31
- Generallandesarchiv Karlsruhe (GLA): Bann- und Jurisdiktionsstreitigkeiten zwischen der Grafschaft Hauenstein, der Stadt Laufenburg und dem Stift Säckingen 1780–1782, Sign.: 113: Nr.: 30
- Günther Haselier: Die Streitigkeiten der Hauensteiner mit ihren Obrigkeiten. Ein Beitrag zur Geschichte Vorderösterreichs und des südwestdeutschen Bauernstandes im 18. Jahrhundert, Diss. phil. Freiburg 1940.
- Joseph Merk: Geschichte des Ursprungs, der Entwickelung und Einrichtung der hauensteinischen Einung im Mittelalter, in: Karl Heinrich Ludwig Poelitz: Jahrbuecher der Geschichte und Staatskunst, Band 2, Leipzig, 1833, S. 126–157 Digitalisat der BSB München
- Fritz Schächtelin: Grundfragen der historischen Selbstverwaltung. Die Einungen der Grafschaft Hauenstein (Hotzenwald). Teil 1. In: Das Markgräflerland, Heft 1/1986, S. 3–10. Digitalisat der UB Freiburg
- Fritz Schächtelin: Grundfragen der historischen Selbstverwaltung. Die Einungen der Grafschaft Hauenstein (Hotzenwald). Teil 2. In: Das Markgräflerland, Heft 1/1987, S. 72–77. Digitalisat der UB Freiburg
- Konrad Sutter: Gegen Kloster und Landesfürst im Hauensteinischen. In: Vom Jura zum Schwarzwald, 69. Jahrgang (1995), S. 79–99 e-periodica
- Konrad Sutter: Der verbitterte Kampf des Hauensteiner Volkes gegen seine Obrigkeit. In: Das Markgräflerland, Heft 2/1996, S. 133–155. Digitalisat der UB Freiburg
- Karl Friedrich Wernet: Die Grafschaft Hauenstein, in: Friedrich Metz (Hrsg.): Vorderösterreich. Eine geschichtliche Landeskunde, 4., erweiterte Auflage, Freiburg/Brsg 2000, S. 259–281.
- Peter Ch. Müller: Zwischen Krieg und Hoffnung - das Ende der Grafschaft Hauenstein. In: Vom Jura zum Schwarzwald, 79. Jahrgang (2005), S. 7–10 e-periodica
- Markus Schäfer: Die Frühgeschichte der Burg Hauenstein, Herausgeber Geschichtsverein Hochrhein, Jahrbuch 2011

### Geologie und Bergbau
- Rudolf Metz: Geologische Landeskunde des Hotzenwalds, Moritz Schauenburg Verlag, Lahr, 1980.
- René Hantke: Eiszeitalter. Die jüngste Erdgeschichte der Alpen und ihrer Nachbargebiete. 1992, ISBN 3-609-65300-0 (3 Bände)
- Helge Steen: Bergbau auf Lagerstätten des Südlichen Schwarzwaldes, 2013, BoD. ISBN

### Land und Leute
- Emil Müller-Ettikon: Die Salpeterer. Geschichte eines Freiheitskampfes auf dem südlichen Schwarzwald. Schillinger, Freiburg im Breisgau 1979, ISBN 3-921340-42-X.
- Joachim Rumpf: Die Salpetererunruhen im Hotzenwald. 3. neu bearbeitete und erweiterte Auflage. Schillinger, Freiburg im Breisgau 2010
- Hans Matt-Willmatt: Witz und Schnitz vom Hotzenwald, Moritz Schauenburg 1975. ISBN 3-7946-0120-3.
- Hans Matt Willmatt: Sagen vom Hochrhein und Hotzenwald, Moritz Schauenburg 1986, ISBN 3-7946-0243-9.
- Hans Matt Willmatt: Schöne Heimat am Hochrhein – Bilder von den Menschen und ihrer Arbeit im Landkreis Waldshut, Südkurier, 1967.
- Helmut Bender: Vom Hochrhein, Hotzenwald und südlichen Schwarzwald. Karl Schillinger, Freiburg 1980. ISBN 3 921340 53 5.
- Arthur Hauptmann: Burgen einst und jetzt. (2 Bände). Verlag Südkurier, Konstanz 1987.
- Helmut Bender, Karl-Bernhard Knappe, Klauspeter Wilke: Burgen im südlichen Baden. 1979, ISBN 3-921340-41-1.
- Joseph Bader: Badenia oder das badische Land und Volk, 3 Bände, Magstadt, (Reprint)
- Johannes Künzig: Saderlach. Ein Alemannendorf im rumänischen Banat und seine Urheimat. Karlsruhe, Müller 1937; XVI, 354 S. + 31 Bildtafeln, Karten; ²1943, Berlin (Volksforschung, Beihefte zur Zeitschrift für Volkskunde, 6).
- Alfred Joos: Hauensteinerlied. In: Vom Jura zum Schwarzwald, 1. Jahrgang (1926), S. 15–16 e-periodica

### Antiquarisch
- Joseph Viktor von Scheffel: Aus dem Hauensteiner Schwarzwald (1853). In Scheffel: Gesammelte Werke in sechs Bänden. Adolf Bonz & Comp. 1907. Hier Bd. 3, S. 111–150. (Volkskundliche Studie nach dem Vorbild von Wilhelm Heinrich Riehl.)
- Joseph Lukas Meyer, Heinrich Schreiber (Hrsg.): Geschichte der Salpeterer auf dem süd-östlichen Schwarzwalde, 1857 Digitalisat der BSB München
- Carl Gustav Fecht: Der südwestliche Schwarzwald und das anstoßende Rheingebiet. Lörrach und Waldshut. 1858/1861
- Heinrich Hansjakob: Die Salpeterer, eine politisch-religiöse Sekte auf dem südöstlichen Schwarzwald, Waldshut 1867
- Eberhard Gothein: Wirtschaftsgeschichte des Schwarzwaldes und der angrenzenden Landschaften. Erster Band: Städte- und Gewerbegeschichte, Verlag Karl J. Trübner, Strassburg 1892 (Digitalisat)
- Leopold Döbele: Die Hausindustrie des Hotzenwaldes. In: Heimarbeit und Verlag in der Neuzeit Band 15 G. Fischer, 1929
- Franz Xaver Kraus: Die Kunstdenkmäler des Großherzogthums Baden, Freiburg im Breisgau, 1892, Band III – Kreis Waldshut; S. 133–142 online
- Leopold Döbele: Das Hotzenhaus. In: Vom Bodensee zum Main Ausgabe 35 C. F. Müller, 1930
- Heinrich Schwarz: Der Hotzenwald und seine Freibauern. Südwestdt. Druck- u. Verlagsges., 1939
- Jakob Ebner: Geschichte der Salpeterer des 19. Jahrhunderts, Band III., 1952
- Jakob Ebner: Geschichte der Salpeterer des 18. Jahrhunderts, Band I., 1953
- Jakob Ebner: Geschichte der Salpeterer des 18. Jahrhunderts, Band II., 1954
- Jakob Ebner: Geschichte der Ortschaften der Pfarrei Birndorf bei Waldshut am Hochrhein
- Schwarzwaldverein (Hrsg.), Leopold Döbele: Der Hotzenwald: Natur und Kultur einer Landschaft Band 2 Rombach, 1968
- Bruno Feige: Erinnerungen: vom Waldstadtbub zum Hotzenwald-Doktor Schillinger, 2008. ISBN 3-89155-340-4
- Karl-Heinz Pohle: Der Hotzenwald. Band 2 der Wanderbücher des Schwarzwaldvereins (Hrsg.) Rombach, 1977, ISBN 3-7930-0231-4

### Alte Karten
- Charte von Schwaben, Prof. J.G.F. von Bohnenberger, I.A. von Amman und E.H. Michaelis, Blätter Wiese, Wutach und Basel, 1798–1828, Maßstab ca. 1:86.400.
- Circulus Sueviae, J. M. Hase und Tobias Mayer, 1743–1748, Maßstab ca. 1:500.000.
- Theatrum Belli Rhenani, von Cyriak Blödner, 1702–1713, Maßstab ca. 1:130.000.
- Topographischer Karte über das GROSSHERZOGTHUM BADEN nach der allgemeinen Landesvermessung der Großherzoglichen militärisch topographischen Bureaus, Sect. XI.2., Sect. XI.3., Sect. XII.2. und Sect. XII.3., 1846 u. 1847, 1:50.000.

### Jahrbücher/Reihen
- Alemannisches Institut (Hrsg.), Alemannisches Jahrbuch, 1931 ff.
- Landkreis Waldshut (Hrsg.): Heimat am Hochrhein (seit 1983, Vorgänger 1963 bis 1970, Doppelbände; 1975 und 1977 Monographien)
- Geschichtsverein Hochrhein e. V. (Hrsg.): Land zwischen Hochrhein und Südschwarzwald. Beiträge zur Geschichte des Landkreises Waldshut